# ولینگتون (واشینگتن)
ولینگتون (به انگلیسی: Wellington) یک منطقهٔ مسکونی در ایالات متحده آمریکا است که در شهرستان کینگ، واشینگتن واقع شده‌است.